# Molí de Can Misserprats
El Molí de Can Misserprats és una obra d'Argentona (Maresme) inclosa a l'Inventari del Patrimoni Arquitectònic de Catalunya. És un edifici de pedra amb teulada a dues vessants. Baixos i dues plantes. Al costat hi ha una construcció afegida amb portal rodó dovellat.
Aquest tipus d'edificis eren indispensables, en una reunió de masies, a fi de facilitar el consum de la part més indispensable dels aliments. L'edifici del molí sempre tenia l'habitatge del moliner i la seva família.